# 9898 Yoshiro
A 9898 Yoshiro (ideiglenes jelöléssel (9898) 1996 DF) a Naprendszer kisbolygóövében található aszteroida. Kobajasi Takao fedezte fel 1996. február 18-án.